# Фоулі (Міссурі)
Фоулі (англ. Foley) — місто (англ. city) в США, в окрузі Лінкольн штату Міссурі. Населення — 89 осіб (2020).

## Географія
Фоулі розташоване за координатами 39°2′45″ пн. ш. 90°44′29″ зх. д. / 39.04583° пн. ш. 90.74139° зх. д. (39.045709, -90.741400).  За даними Бюро перепису населення США в 2010 році місто мало площу 0,37 км², уся площа — суходіл.

## Демографія
Згідно з переписом 2010 року, у місті мешкала 161 особа в 56 домогосподарствах у складі 39 родин. Густота населення становила 431 особа/км².  Було 69 помешкань (185/км²).
Расовий склад населення:
| - 96,3 % — білих - 2,5 % — азіатів |

До двох чи більше рас належало 1,2 %. Частка іспаномовних становила 5,0 % від усіх жителів.
За віковим діапазоном населення розподілялося таким чином: 27,3 % — особи молодші 18 років, 64,0 % — особи у віці 18—64 років, 8,7 % — особи у віці 65 років та старші. Медіана віку мешканця становила 31,9 року. На 100 осіб жіночої статі у місті припадало 98,8 чоловіків;  на 100 жінок у віці від 18 років та старших — 98,3 чоловіків також старших 18 років.
Середній дохід на одне домашнє господарство  становив 39 975 доларів США (медіана — 35 500), а середній дохід на одну сім'ю — 39 060 доларів (медіана — 34 375). Медіана доходів становила 36 250 доларів для чоловіків та 22 083 долари для жінок. За межею бідності перебувало 25,2 % осіб, у тому числі 46,7 % дітей у віці до 18 років та 0,0 % осіб у віці 65 років та старших.
Цивільне працевлаштоване населення становило 54 особи. Основні галузі зайнятості: будівництво — 16,7 %, роздрібна торгівля — 14,8 %, виробництво — 14,8 %.